# 李志坚 (1940年)
李志坚（1940年—2016年3月29日），天津市人。中华人民共和国政治人物。

## 生平
畢業於中国人民大学工业经济系，研究生毕业后，留校任职。1971年后，任北京日报社记者、工商部副主任、评论部主任、理论部主任、副总编辑。1984年11月后，任中共北京市委宣传部副部长、市委整党办公室副主任。1987年3月任中共大兴县委书记，12月任中共北京市委常委。1988年9月任中共北京市委常委、市委宣传部部长。1992年12月任中共北京市委副书记兼市委宣传部部长、市委党校校长。1994年3月任北京市委副书记兼市委党校校长。2000年4月任国家体育总局党组书记、副局长。中共第十五届中央候补委员。2016年3月29日在北京逝世，享年76岁。